# L'Heure d'Or féminine
L'Heure d'Or féminine est une course cycliste féminine danoise, qui s'est tenue une unique fois en 2006 autour de la ville d'Aarhus. Elle fait alors partie de la Coupe du monde. 

## Palmarès
| Année | Vainqueur                | Deuxième              | Troisième             |
| ----- | ------------------------ | --------------------- | --------------------- |
| 2006  | Univega Pro Cycling Team | Buitenpoort-Flexpoint | AA Drink-Cycling Team |